# Václav Kropáček
Václav Kropáček (15. srpna 1864 Soběkury – leden 1934) byl rakouský a český politik, na počátku 20. století poslanec Českého zemského sněmu.

## Biografie
Vystudoval reálné gymnázium v Klatovech. Profesí byl rolníkem v rodných Soběkurech u Přeštic.
Počátkem 20. století se zapojil i do zemské politiky. Ve volbách v roce 1901 byl zvolen do Českého zemského sněmu v kurii venkovských obcí (volební obvod Přeštice, Nepomuk). Politicky se uvádí coby člen agrární strany. Mandát obhájil ve volbách v roce 1908, opět za agrárníky. Na počátku 20. století zastával i funkci okresního starosty v Přešticích.
Zemřel v lednu 1934.